# Jōmyaku
Jōmyaku (静脈?) è il trentaduesimo singolo della rock band visual kei giapponese Plastic Tree. È stato pubblicato il 29 febbraio 2012 dall'etichetta major Victor Entertainment.
Il singolo è stato stampato in quattro versioni, tutte in confezione jewel case e con copertine variate (un vetro progressivamente sempre più spaccato su sfondo progressivamente sempre più scuro): due special edition con DVD extra e due normal edition ciascuna con un brano in più; entrambe le canzoni in più nelle due edizioni normali del singolo sono remake di brani risalenti all'inizio della carriera dei Plastic Tree: Jōmyaku è infatti il primo di una serie di tre singoli realizzati a scopo commemorativo per celebrare il 15º anniversario del debutto major del gruppo, avvenuto nel 1997 con il singolo Wareta mado (da cui è tratta Narihibiku, kane) e l'album Hide and Seek (da cui è tratta Itai ao).
La promozione del singolo ed il successivo tour nazionale Ao no unmei sen (青の運命線? "La linea blu del destino") sono stati minati dalle cattive condizioni di salute del batterista Kenken Satō, afflitto ad inizio marzo da un attacco di epatite acuta che l'ha costretto a due settimane di degenza ospedaliera.

## Tracce
Tutti i brani sono testo di Ryūtarō Arimura e musica di Tadashi Hasegawa, tranne dove indicato.

Dopo il titolo è indicata fra parentesi "()" la grafia originale del titolo, eventuali note sono indicate dopo il punto e virgola ";".

### Special edition
1. Jōmyaku (静脈?) - 5:13
2. Jōmyaku (2011-nen 12-gatsu 9-ka Taiwan · Shoenban) (静脈（2011年12月9日台湾・初演版）?) - 5:43
3. Jōmyaku (Instrumental) (静脈（Instrumental）?) - 5:09 (Tadashi Hasegawa)

#### DVD A
1. Jōmyaku (静脈?); videoclip
2. Dietro le quinte

#### DVD B
1. Materiali vari legati al 15º anniversario dal debutto major Plastic Tree

### Normal edition A
1. Jōmyaku (静脈?) - 5:13
2. Narihibiku, kane (Rebuild) (鳴り響く、鐘（Rebuild）?)
3. Jōmyaku (Instrumental) (静脈（Instrumental）?) - 5:09 (Tadashi Hasegawa)

### Normal edition B
1. Jōmyaku (静脈?) - 5:13
2. Itai ao (Rebuild) (痛い青（Rebuild）?)
3. Jōmyaku (Instrumental) (静脈（Instrumental）?) - 5:09 (Tadashi Hasegawa)

## Altre presenze
- Narihibiku, kane:
  - 25/06/1997 - Wareta mado
  - 14/11/2001 - Plastic Tree Single Collection

- Itai ao:
  - 10/07/1997 - Hide and Seek

## Formazione
- Ryūtarō Arimura - voce e seconda chitarra
- Akira Nakayama - chitarra e cori
- Tadashi Hasegawa - basso e cori
- Kenken Satō - batteria